# Vigilia de toda la noche
La Vigilia de toda la noche es un oficio de la Iglesia ortodoxa y de las Iglesias católicas orientales que consiste de la conjunción de las tres horas canónicas de vísperas (rezo de la tarde), maitines (de la madrugada), y hora prima (del amanecer). Tal vigilia ese celebra en la víspera anterior a los domingos y a las fiestas litúrgicas importantes.
La Vigilia ha sido musicada por compositores del calibre de Serguéi Rajmáninov, cuya versión del oficio es uno de sus trabajos más admirados y de Chaikovski cuya “Vigilia”, junto con su “Liturgia Divina” y su colección de “Nueve canciones sagradas”, fue de importancia seminal en el posterior interés de la música ortodoxa en general, y en particular las versiones de la vigilia. Otras versiones musicales incluyen las de Chesnokov, Grechanínov, Ippolítov-Ivánov, Alexander Kastalsky, Hilarión Alféyev, Clive Strutt y Einojuhani Rautavaara. Generalmente se celebra utilizando una gama de cánticos tradicionales o simplificando las melodías basadas en el oktoíjos u otras fuentes.

## Orden
Cuándo se celebra la Vigilia de toda la Noche, varía un poco el orden de la ceremonia de las Vísperas Mayores y de los Maitines con respecto de cuando son celebrados estos oficios independientemente. En el uso parroquial, muchas porciones del oficio, como las lecturas del synaxarion durante el Canon en Maitines, están abreviadas u omitidas, y por tanto lleva aproximadamente entre dos y dos horas y media el recitarlo completo.
Los Salmos citados abajo están numerados según la Septuaginta, que difiere generalmente en una unidad de la numeración del texto masorético.

### Vísperas Mayores
Celebrada los sábados por la noche y la noche anterior a las fiestas mayores.
- El sacerdote en silencio inciensa toda la iglesia.
- Haciendo la señal de la cruz el sacerdote dice: Gloria a la Santísima Trinidad, Consubstancial, Vivificadora e Indivisible, en todo tiempo, ahora y siempre y por los siglos de los siglos y el coro responde Amén.
- El sacerdote y el diácono haciendo tres reverencias cantan: Venid, adoremos al Rey nuestro Dios. Venid, adoremos y prosternémonos ante Cristo Rey, nuestro Dios. Venid, adoremos y prosternémonos ante Cristo mismo, Rey y Dios nuestro. Venid, adoremos y prosternémonos ante Él.
- "Salmo de la creación", Salmo 103, cantado (en la práctica moderna sólo versos escogidos)
- El diácono entona la Gran Letanía.
- Primer Katisma del Salterio (completo los domingos) o la primera estrofa los días laborables.
- Letanía Menor
- Canto del himno "Señor a ti he clamado"  seguido de los salmos 141, 129, 116, con nombrados stichera, acabando con el Dogmáticos y el Theotokion, un himno dirigido a la Madre de Dios
- Entrada del sacerdote recitando en voz baja la oración siguiente:

```
Venid, adoremos al Rey nuestro Dios. Venid, adoremos y prosternémonos ante Cristo Rey, nuestro Dios. Venid, adoremos y prosternémonos ante Cristo mismo, Rey y Dios nuestro. Venid, adoremos y prosternémonos ante Él.
```

- Se canta el himno Phos Hilaron ("O Luz Radiante")

```
Luz Radiante de la santa gloria del Padre inmortal y celestial, santo y bendito Jesucristo. Habiendo llegado al ocaso del sol y habiendo visto la luz vespertina, alabamos a Dios, Padre, Hijo y Espíritu Santo un solo Dios; digno es en todo tiempo celebrarte con las voces de los santos, oh Hijo de Dios, Dador de vida, por ello el mundo te glorifica.
```

- El diácono lee el proquímenon del día.
- Lecturas del Antiguo Testamento (normalmente tres).
- Letanía de Súplica Ferviente.
- La oración, "Dígnate, Señor"
- Letanía Vespertina
- La procesión seguida de intercesiones conocida como Litia (Los domingos y algunos días de fiesta).
- Se cantan los Apóstija.
- Se rezan las oraciones Nunc dimittis (Ahora, Señor, puedes dejar que tu servidor muera en paz, como lo has prometido) y el himno a la Trinidad llamado Trisagio.
- El coro canta el himno: "Salve, Virgen María, Madre de Dios, llena eres de gracia, el Señor es contigo; Bendita eres entre las mujeres y Bendito es el fruto de Tu vientre. Porque has dado a luz al Salvador de nuestras almas."
- La ceremonia con pan, vino y aceite de oliva llamada Artoklasia (Si hubo Litia).
- El sacerdote da la bendición: "La bendición del Señor sea con vosotros, por su gracia y amor a la humanidad, en todo tiempo, ahora y siempre y por los siglos de los siglos" y el coro responde: Amén.

### Maitines
Si se celebran los maitines como parte de la Vigilia de toda la noche, el lector lee los himnos "Gloria a Dios en las alturas..." y "Señor, abre mis labios...".
- Se leen los Seis Salmos (Salmos 3, 37, 62, 87, 102, y 142) mientras el sacerdote inciensa el altar y al pueblo.
- La Gran Letanía.
- El diácono canta el himno "Dios el señor se ha manifestado a nosotros", con palabras del salmo 117.
- Katisma
- Letanía Menor.
- Lectura de salmos: 10, 13, 16, 17, 20 y 23.
- Katisma
- Letanía Menor.
- Himnos
- Kathisma (Salmo 118) o Polyeleon (Salmos 134 y 135) que corresponden con la estación
- Megalynarion (Días de fiesta)
- Tropario de Resurrección de San Juan de Damasco: "El Angelic Consejo..." (Sólo los domingos)
- Letanía Menor.
- Anabathmoi
- Hypakoe
- Matins Prokeimenon
- Evangelio de Maitines.
- "Habiendo beheld La Resurrección de Cristo" (los domingos), o el nombrado stichera (encima días de festín)
- Salmo 50
- Oración
- Canon. Las personas veneran el Libro de Evangelio si es domingo , o el icono de la fiesta si es un día laborable
- "Santo es el Señor nuestro Dios" (domingos sólo)
- Letanía menor
- Exapostilarion
- Elogios (Salmos 148 a 150, con stichera)
- Grande Doxology ("Gloria a Dios en el más alto")
- Nombrado troparia
- Letanía aumentada
- Letanía.
- Bendición final.
- El coro dice el elogio solemne destinado a las autoridades civiles y religiosas llamado Polychronion.
- Oficio de la Primera Hora